# Hellmuth Deist
Hellmuth Deist (* 26. Oktober 1890 in Stuttgart; † 23. März 1963 in Sasbachwalden) war ein deutscher Sanitätsoffizier, Professor und Lungenarzt.

## Leben
Hellmuth Deist wurde als Sohn des Rechnungsrates Wilhelm Deist in Stuttgart geboren.
Ab 21. Oktober 1908 war er an der Kaiser-Wilhelms-Akademie für das militärärztliche Bildungswesen in Berlin. Mit Kurt Bingler wurde er 1909 im Pépinière-Corps Suevo-Borussia recipiert. 1914 konnte er seine Dissertation abschließen. Als Unterarzt im Ulanen-Regiment „König Wilhelm I.“ (2. Württembergisches) Nr. 20 wurde er 1914 zum Dr. med. promoviert. Nach dem Ersten Weltkrieg war er, nachdem er in der in Inneren Abteilung des Katharinenhospitals Stuttgart gearbeitet hatte, von 1927 bis 1937 Chefarzt der Heilanstalt für Lungenkranke in Schömberg (Landkreis Calw) und diente später in der Wehrmacht. Zum 1. Mai 1933 trat er in die Nationalsozialistische Deutsche Arbeiterpartei ein (Mitgliedsnummer 2.341.495). Er war auch SA-Führer. In Tübingen wurde er 1935 habilitiert. Am 1. August 1937 wurde er zum Oberstabsarzt befördert und war 1939 in der Sanitätsstaffel Gießen, wo er 1938 Dozent und ab September 1939 Dozent neuer Ordnung war, bei der Sanitätsabteilung 9. Von August 1939 bis September 1940 war Deist in der Armee-Sanitätsabteilung 552 und anschließend bis November 1941 als Divisionsarzt bei der 34. Infanterie-Division. Er ging zurück nach Gießen zu der örtlichen Sanitätsabteilung, später kurz zur Sanitätsabteilung Groß-Deutschland und war Ende 1942 dann als beratender Tuberkulosearzt bei der Heeressanitätsinspektion. Hier wurde er als Oberstarzt im September 1944 mit der Wahrnehmung der Geschäfte als Chef der Abteilung für Wissenschaft und Gesundheitsführung, welche er im November übernahm. Im gleichen Jahr wurde er außerplanmäßiger Professor mit Lehrauftrag in Berlin.
Von 1948 bis Oktober 1953 war er Chefarzt der TBC-Abteilung der Zentralklinik, Göppingen. Anschließend war er bis Oktober 1955 Leitender Arzt des Sanatoriums Schillerhöhe in Gerlingen der LVA Württemberg und war Mitglied der Deutschen Gesellschaft für Innere Medizin. Er war u. a. Ehrenmitglied der Deutschen Tuberkulose-Gesellschaft sowie Träger des Großen Verdienstkreuzes.

## Werke
- Wegweiser für den Lungenkranken in leichten und schweren Tagen. Kabitzsch Verlag 1928.
- Praxis der Tuberkulosekrankheit und ihrer Behandlung. Johann Ambrosius Barth Verlag 1938.
- Die Frühdiagnose der Tuberkulose der Atmungsorgane. Enke Verlag 1948.
- Wegweiser für den Lungenkranken. 2. Auflage, Johann Ambrosius Barth Verlag 1954.
- mit Hermann Krauß: Die Tuberkulose; ihre Erkennung und Behandlung. 2. Auflage. Enke Verlag 1959.